# Ian Lafrenière
Ian Lafrenière, né en 1972 à Granby, est un policier, militaire, porte-parole et homme politique québécois. Il est député de la circonscription de Vachon à l'Assemblée nationale du Québec depuis le 1er octobre 2018.
Il est ministre responsable des Affaires autochtones le 9 octobre 2020, fonction renommé ministre responsable des Relations avec les Premières Nations et les Inuit le 20 octobre 2022.  

## Biographie
Ian Lafrenière commence sa carrière de policier en 1993 à Mirabel, avant de poursuivre un an plus tard à Montréal. Au sein du Service de police de la ville de Montréal (SPVM), il rejoint la Section des communications et relations médias. En tant que porte-parole, il acquiert une notoriété médiatique importante lors d'événements importants comme la Crise du verglas (1998) ou bien le Printemps érable (2012). En juin 2016, un changement à la direction du SPVM provoque sa mutation. Il obtient le grade d'inspecteur et devient l'adjoint au chef de la Division du renseignement. Il regagne son poste de chef de la Section des communications et relations médias en décembre 2017 sous l'administration Prud’homme.
Sa carrière militaire le conduit à participer à plusieurs missions dans différents pays, notamment en Afrique. À partir de 2013, il travaille comme consultant pour l'UNESCO pour former les forces de sécurité en matière de communication.
Lors des élections générales de 2018, il remporte la circonscription électorale de Vachon, remplaçant ainsi Martine Ouellet et faisant son entrée à l'Assemblée nationale. Il occupe également le poste d'adjoint parlementaire de la ministre de la Sécurité publique, Geneviève Guilbault, du 7 novembre 2018 au 9 octobre 2020. 
Le 9 octobre 2020, il est nommé ministre responsable des Affaires autochtones et succède à Sylvie D'Amours,.
Il est réélu lors des élections générales de 2022 avec plus de 10 000 voix d'avance. Le 20 octobre 2022, il est reporté dans sa fonction ministérielle désormais renommé ministre responsable des Relations avec les Premières Nations et les Inuit.

## Distinctions
- 2014 : Médaille de la police pour services distingués
- 2012 : Médaille du jubilé de diamant de la reine Élisabeth II
- 2001 : Décoration des forces canadiennes
- Médaille du Grand samaritain

## Résultats électoraux
|                                                                                               | Nom                      | Parti            | Nombre de voix | %      | Maj.   |
| --------------------------------------------------------------------------------------------- | ------------------------ | ---------------- | -------------- | ------ | ------ |
|                                                                                               | Ian Lafrenière (sortant) | Coalition avenir | 15 984         | 44,9 % | 10 266 |
|                                                                                               | Yves Mbattang            | Libéral          | 5 718          | 16,1 % | -      |
|                                                                                               | Jean-Philippe Samson     | Québec solidaire | 5 343          | 15 %   | -      |
|                                                                                               | Adam Wrzesien            | Parti québécois  | 4 757          | 13,4 % | -      |
|                                                                                               | Martine Boucher          | Conservateur     | 3 166          | 8,9 %  | -      |
|                                                                                               | Juan Carlos Nino Caita   | Vert             | 404            | 1,1 %  | -      |
|                                                                                               | Jean-Pierre Lacombe      | Climat Québec    | 217            | 0,6 %  | -      |
| Total                                                                                         | Total                    | Total            | 35 589         | 100 %  |        |
| Le taux de participation lors de l'élection était de 68,4 % et 491 bulletins ont été rejetés. |                          |                  |                |        |        |

|                                                                                               | Nom                | Parti               | Nombre de voix | %      | Maj.  |
| --------------------------------------------------------------------------------------------- | ------------------ | ------------------- | -------------- | ------ | ----- |
|                                                                                               | Ian Lafrenière     | Coalition avenir    | 15 625         | 43,6 % | 8 089 |
|                                                                                               | Linda Caron        | Libéral             | 7 536          | 21 %   | -     |
|                                                                                               | Patrick Ney        | Parti québécois     | 6 106          | 17 %   | -     |
|                                                                                               | André Vincent      | Québec solidaire    | 5 194          | 14,5 % | -     |
|                                                                                               | Ian Lecourtois     | NPD Québec          | 453            | 1,3 %  | -     |
|                                                                                               | Lise des Greniers  | Conservateur        | 436            | 1,2 %  | -     |
|                                                                                               | Hugo Bluntss       | Bloc pot            | 278            | 0,8 %  | -     |
|                                                                                               | Stéphane Marginean | Citoyens au pouvoir | 200            | 0,6 %  | -     |
| Total                                                                                         | Total              | Total               | 35 828         | 100 %  |       |
| Le taux de participation lors de l'élection était de 70,9 % et 676 bulletins ont été rejetés. |                    |                     |                |        |       |